# Campioni italiani assoluti di atletica leggera - Maratona maschile
Questa pagina raccoglie un elenco di tutti i campioni italiani dell'atletica leggera nella maratona, disciplina dei campionati italiani di atletica leggera dal 1908 fino ad oggi, con la sola eccezione dell'edizione del 1943. La distanza percorsa nella maratona è 42,195 km, ma in alcune edizioni si corse su distanze differenti da quella standard.

## Albo d'oro
| Anno | Atleta (società)                                        | Prestazione                  |
| ---- | ------------------------------------------------------- | ---------------------------- |
| 1906 | Gara non in programma                                   | Gara non in programma        |
| 1907 | Gara non in programma                                   | Gara non in programma        |
| 1908 | Umberto Blasi Società Ginnastica Umberto I              | 3h01'04"(m sui 40 km, pista) |
| 1909 | Umberto Blasi Società Ginnastica Umberto I              | 2h36'30"(m sui 40 km)        |
| 1910 | Antonio Fraschini ?                                     | 2h38'46"1/5(m sui 40 km)     |
| 1911 | Orlando Cesaroni Audace Centro Sportivo Roma            | 2h41'27"0(m sui 40÷41 km)    |
| 1912 | Giovanni Beltrandi ?                                    | 3h10'02"4/5(m sui 40 km)     |
| 1913 | Angelo Malvicini Sport Club Alessandro Volta            | 2h39'26"0(m sui 40 km)       |
| 1914 | Umberto Blasi Società Ginnastica Umberto I              | 2h38'0024/5(m)               |
| 1915 | Edizioni non disputate                                  | Edizioni non disputate       |
| 1916 | Edizioni non disputate                                  | Edizioni non disputate       |
| 1917 | Edizioni non disputate                                  | Edizioni non disputate       |
| 1918 | Edizioni non disputate                                  | Edizioni non disputate       |
| 1919 | Valerio Arri Unione Sportiva Barriera Nizza Torino      | 3h13'41"0(m)                 |
| 1920 | Florestano Benedetti Pro Livorno                        | 3h17'02"3/5(m ≈42 km)        |
| 1921 | Florestano Benedetti Pro Livorno                        | 2h47'29"4/5(m sui 42,750 km) |
| 1922 | Angelo Malvicini Sport Club Alessandro Volta            | 3h10'26"4/5(m 42,750 km)     |
| 1923 | Ettore Blasi Fortitudo Roma                             | 2h53'50"4/5(m sui 42,750 km) |
| 1924 | Romeo Bertini SC Agamennone Milano                      | 3h00'36"2/5(m sui 42,750 km) |
| 1925 | Attilio Conton La Fenice Venezia                        | 2h45'44"0(m sui 42,750 km)   |
| 1926 | Stefano Natale Società Podistica Marletti Roma          | 2h58'14"0(m sui 42,400 km)   |
| 1927 | Luigi Rossini ?                                         | 2h48'42"0(m sui 42,750 km)   |
| 1928 | Luigi Prato ?                                           | 2h51'11"1/5(m sui 42,750 km) |
| 1929 | Stefano Natale Società Podistica Marletti Roma          | 2h39'00"1/5(m sui 42,750 km) |
| 1930 | Stefano Natale Società Podistica Marletti Roma          | 3h01'49"2/5(m)               |
| 1931 | Francesco Roccati Sport Club Michelin Torino            | 2h48'12"1/5(m)               |
| 1932 | Michele Fanelli Audace Centro Sportivo Roma             | 2h45'01"2/5(m)               |
| 1933 | Aurelio Genghini ATAG Roma                              | 2h38'39"1/5(m sui 42,750 km) |
| 1934 | Michele Fanelli Audace Centro Sportivo Roma             | 2h49'14"2(m)                 |
| 1935 | Luigi Rossini ?                                         | 2h50'54"2(m)                 |
| 1936 | Giannino Bulzone Audace Centro Sportivo Roma            | 2h43'35"2(m)                 |
| 1937 | Aurelio Genghini ATAG Roma                              | 2h40'13"2(m)                 |
| 1938 | Francesco Roccati Sport Club Michelin Torino            | 2h41'26"3/5(m)               |
| 1939 | Francesco Roccati Sport Club Michelin Torino            | 2h39'37"0(m)                 |
| 1940 | Salvatore Costantino ?                                  | 2h35'43"0(m)                 |
| 1941 | Romano Maffeis ?                                        | 2h47'23"1/5(m)               |
| 1942 | Francesco Roccati Sport Club Michelin Torino            | 2h49'45"2(m)                 |
| 1943 | Gara non in programma                                   | Gara non in programma        |
| 1944 | Edizione non disputata                                  | Edizione non disputata       |
| 1945 | Ettore Padovani ?                                       | 2h48'11"6(m)                 |
| 1946 | Stefano Natale Società Podistica Marletti Roma          | 3h00'34"0(m)                 |
| 1947 | Salvatore Costantino ?                                  | 2h48'12"0(m)                 |
| 1948 | Renato Braghini ?                                       | 2h46'55"(m sui 42,219 km)    |
| 1949 | Cristofano Sestini ?                                    | 2h51'00"0(m)                 |
| 1950 | Gaetano Marzano ?                                       | 2h34'44"0(m)                 |
| 1951 | Asfò Bussotti ASSI Giglio Rosso                         | 2h48'55"0(m)                 |
| 1952 | Egilberto Martufi Capitolino Roma                       | 2h37'30"0(m)                 |
| 1953 | Antonio Sabelli Capitolino Roma                         | 2h33'35"4(m)                 |
| 1954 | Artidoro Berti Atletica CR Pistoia e Pescia             | 2h43'34"9(m)                 |
| 1955 | Artidoro Berti Atletica CR Pistoia e Pescia             | 2h33'05"8(m)                 |
| 1956 | Rino Lavelli Gruppo Sportivo Pirelli                    | 2h38'15"0(m)                 |
| 1957 | Rino Lavelli Gruppo Sportivo Pirelli                    | 2h36'29"4(m)                 |
| 1958 | Francesco Perrone ?                                     | 2h32'31"0(m)                 |
| 1959 | Enrico Masante ?                                        | 2h39'20"0(m)                 |
| 1960 | Rino Lavelli Gruppo Sportivo Pirelli                    | 2h25'19"1(m sui 41,600 km)   |
| 1961 | Francesco Perrone ?                                     | 2h27'22"8(m)                 |
| 1962 | Antonio Ambu Lilion SNIA Varedo                         | 2h24'09"0(m)                 |
| 1963 | Giorgio Jegher Associazione Amatori Atletica            | 2h27'51"3(m)                 |
| 1964 | Antonio Ambu Lilion SNIA Varedo                         | 2h15'24"6(m)                 |
| 1965 | Antonio Ambu Lilion SNIA Varedo                         | 2h28'18"0(m sui 43,200 km)   |
| 1966 | Antonio Ambu Lilion SNIA Varedo                         | 2h22'24"2(m)                 |
| 1967 | Antonio Ambu Lilion SNIA Varedo                         | 2h27'04"0(m)                 |
| 1968 | Antonio Ambu Lilion SNIA Varedo                         | 2h23'18"2(m)                 |
| 1969 | Antonio Ambu Lilion SNIA Varedo                         | 2h23'09"0(m sui 41 km)       |
| 1970 | Toni Ritsch ?                                           | 2h26'57"8(m)                 |
| 1971 | Giovanni Battista Bassi ?                               | 2h19'18"2(m sui 41,700 km)   |
| 1972 | Francesco Amante ?                                      | 2h26'09"6(m)                 |
| 1973 | Paolo Accaputo ?                                        | 2h29'54"0(m)                 |
| 1974 | Giuseppe Cindolo ?                                      | 2h15'41"8(m)                 |
| 1975 | Giuseppe Cindolo ?                                      | 2h18'11"8(m)                 |
| 1976 | Giuseppe Cindolo ?                                      | 2h11'50"6(m)                 |
| 1977 | Paolo Accaputo ?                                        | 2h19'16"4(m)                 |
| 1978 | Massimo Magnani CUS Ferrara                             | 2h16'46"0(m)                 |
| 1979 | Michelangelo Arena ?                                    | 2h14'43"5(m)                 |
| 1980 | Michelangelo Arena ?                                    | 2h16'17"0(m)                 |
| 1981 | Gian Paolo Messina ?                                    | 2h15'40"7(m)                 |
| 1982 | Giuseppe Gerbi CUS Torino                               | 2h11'25"                     |
| 1983 | Giuseppe Gerbi CUS Torino                               | 2h15'11"                     |
| 1984 | Gianni Poli Club Sportivo San Rocchino Brescia          | 2h11'05"                     |
| 1985 | Osvaldo Faustini ?                                      | 2h14'10"                     |
| 1986 | Osvaldo Faustini ?                                      | 2h16'03"                     |
| 1987 | Salvatore Bettiol CUS Ferrara                           | 2h10'01"                     |
| 1988 | Carlo Terzer Associazione Sportiva Amici della Montagna | 2h18'09"                     |
| 1989 | Marco Milani ?                                          | 2h16'08"                     |
| 1990 | Severino Bernardini ?                                   | 2h11'53"                     |
| 1991 | Salvatore Bettiol CUS Ferrara                           | 2h19'48"                     |
| 1992 | Giacomo Tagliaferri Atletica CLF Gabbi Ponteggi         | 2h16'27"                     |
| 1993 | Walter Durbano Keyco Half Marathon                      | 2h11'13"                     |
| 1994 | Salvatore Nicosia ?                                     | 2h16'22"                     |
| 1995 | Danilo Goffi Atletica Ponzano                           | 2h09'26"(sui 42,115 km)      |
| 1996 | Franco Togni Tre Stelle Nautica Bolis                   | 2h12'36"                     |
| 1997 | Massimiliano Ingrami Atletica RCM Casinalbo             | 2h12'17"                     |
| 1998 | Nicola Ciavarella CUS Torino                            | 2h18'38"                     |
| 1999 | Roberto Barbi ?                                         | 2h11'23"                     |
| 2000 | Roberto Barbi ?                                         | 2h11'28"                     |
| 2001 | Angelo Carosi Gruppo Sportivo Forestale                 | 2h12'45"                     |
| 2002 | Fabio Rinaldi ?                                         | 2h14'40"                     |
| 2003 | Angelo Carosi Gruppo Sportivo Forestale                 | 2h15'54"                     |
| 2004 | Roberto Barbi ?                                         | 2h21'06"                     |
| 2005 | Vincenzo Modica Gruppo Sportivo Fiamme Oro              | 2h14'02"                     |
| 2006 | Ruggero Pertile Assindustria Sport Padova               | 2h11'17"                     |
| 2007 | Migidio Bourifa Atletica Valle Brembana                 | 2h10'30"                     |
| 2008 | Alberico Di Cecco ASD Farnese Vini Run                  | 2h13'16"                     |
| 2009 | Migidio Bourifa Atletica Valle Brembana                 | 2h14'14"                     |
| 2010 | Migidio Bourifa Atletica Valle Brembana                 | 2h15'18"                     |
| 2011 | Giovanni Gualdi Gruppi Sportivi Fiamme Gialle           | 2h14'01"                     |
| 2012 | Migidio Bourifa Atletica Valle Brembana                 | 2h20'45"                     |
| 2013 | Ruggero Pertile Assindustria Sport Padova               | 2h16'20"                     |
| 2014 | Danilo Goffi Monza Marathon Team                        | 2h17'20"                     |
| 2015 | Dario Santoro Atletica Potenza Picena                   | 2h24'25"                     |
| 2016 | Ahmed Nasef S.S. Atletica Desio                         | 2h20"47"                     |
| 2017 | Ahmed Nasef S.S. Atletica Desio                         | 2h16"53"                     |
| 2018 | Alessio Terrasi Gp Parco Alpi Apuane                    | 2h19"14"                     |
| 2019 | René Cunéaz CUS Pro Patria Milano                       | 2h20"22"                     |
| 2020 | Giovanni Grano Nuova Atletica Isernia                   | 2h14'31"                     |
| 2021 | Antonino Lollo Atletica Bergamo 1959                    | 2h16'22"                     |
| 2022 | Alessandro Giacobazzi CS Aeronautica Militare           | 2h25'45"                     |
| 2023 | Francesco Agostini Atletica Casone Noceto               | 2h14'21"                     |
| 2024 | Giacomo Esposito Atletica San Biagio                    | 2h22'24"                     |
| 2025 | Lhoussaine Oukhrid AT Running                           | 2h16'58"                     |